# 1743
1743 (MDCCXLIII) a fost un an obișnuit al calendarului gregorian, care a început într-o zi de luni.

## Arte, știință, literatură și filozofie
- Porțelanul de Chelsea. Porțelan realizat în districtul londonez Chelsea.

## Nașteri
- 19 februarie: Luigi Rodolfo Boccherini, compozitor italian (d. 1805)
- 13 aprilie: Thomas Jefferson, al treilea președinte al Statelor Unite (1801-1809) și autorul Declarației de Independență din 1776 (d. 1826)
- 3 iunie: Wilhelm I, Elector de Hesse (d. 1821)
- 26 august: Antoine Lavoisier (Antoine Laurent de Lavoisier), chimist și filosof francez, considerat părintele chimiei moderne (d. 1794)

## Decese
- 7 ianuarie: Anne Sophie Reventlow, 49 ani, nobilă, metresă regală, regină consort a Danemarcei și Norvegiei (n. 1693)
- 10 februarie: Louise Adélaïde de Orléans (n. Marie Louise Adélaïde d'Orléans), 44 ani, nepoată a regelui Ludovic al XIV-lea, stareță de Chelles (n. 1698)
- 18 februarie: Anna Maria Luisa de' Medici, 75 ani, Electoare Palatină, Ducesă de Neuburg, Jülich și Berg (n. 1667)
- 10 mai: Melusine von der Schulenburg, Ducesă de Kent, 75 ani (n. 1667)
- 16 iunie: Louise-Françoise de Bourbon (n. Louise Françoise de Bourbon, Légitimée de France), 70 ani, Prințesă Condé (n. 1673)
- 2 iulie: Spencer Compton, 70 ani, prim-ministru al Regatului Marii Britanii (n. 1673)
- 29 decembrie: Hyacinthe Rigaud, 84 ani, pictor francez (n. 1659)